# Розівська сільська рада (Приазовський район)
| Розівська сільська рада — колишній орган місцевого самоврядування у Приазовському районі Запорізької області з адміністративним центром у с. Розівка. Історична дата утворення: в 1944 році. Сільській раді підпорядковані населені пункти: - с. Розівка - с. Калинівка |

## Склад ради
Рада складається з 12 депутатів та голови.

### Керівний склад ради
| ПІБ                  | Основні відомості                                            | Дата обрання | Дата звільнення |
| -------------------- | ------------------------------------------------------------ | ------------ | --------------- |
| Кікоть Віра Іванівна | Сільський голова, 1956 року народження, освіта, позапартійна | 26.03.2006   | 31.10.2010      |

Примітка: таблиця складена за даними джерела